# 한국의 학생 및 대학 문화
한국의 대학문화는 거의 40년에 걸친 독재정치의 격동적인 사회환경 속에서 형성되었다. 대학생들은 1960년 4월혁명, 1979년 부마민주항쟁, 1980년 광주항쟁, 1987년 6월 항쟁 등 반부패·반독재 대중시위를 조직하고 주도하며 정체성을 찾았다. 정부의 단속에도 불구하고, 대학 캠퍼스에서는 학생 동아리 형태로 자유로운 생각 교환과 표현의 자유를 장려하는 학생 활동이 계속되었다. 역사적으로 군사 독재에 반대하는 모습을 공개적으로 보여주기 위해 사용되었던 대형 캐릭터 포스터는 오늘날까지도 대학 벽에서 볼 수 있는 지속적인 전통이다. 이러한 동아리 문화와 활동은 대학생활의 핵심으로 남아있다.
한국 대학의 주거생활은 크게 대학 기숙사, 캠퍼스 인근 주거, 통학으로 구분할 수 있다. 한국의 대학생은 기숙사가 필수는 아니다. 기숙사는 통학 가능 거리 내에 거주하지 않는 학생들을 위해 준비되어 있다. 기숙사 수용인원을 초과하는 경우에는 학업성적에 따라 기숙사 공간을 배정한다. 한국의 대부분의 대학 기숙사는 성별로 분리되어 있으며 통금 시간이 적용된다. 상당수의 학생들이 대학 캠퍼스 근처 스튜디오나 여러 한국 드라마에 등장한 하숙집 이라는 공동 주택에서 혼자 살고 있다.
음주는 한국 대학 캠퍼스의 주요 하위 문화 중 하나로 발전했다. 한국의 청소년 보호법에서는 음주 연령을 만 19세가 되는 해 1월 1일(생일이 아닌)로 규정하고 있어, 술을 마실 수 있다는 것은 대학교 1학년 학생들이 친구를 사귀는 공통분모이다. 그러나 대학 행사 중 과도한 음주로 인해 한 명 이상의 학생이 사망하는 경우가 빈번했다. 2010년대 초반 잇따라 음주사고가 발생하자 한 국회의원이 대학 캠퍼스 내 음주를 금지하는 법안을 발의했지만 시민사회의 큰 지지와 반발을 동시에 불러일으켜 법으로 제정되지는 못했다.
수도권에 위치한 대학에 대한 지나친 관심이 엘리트주의를 조장한다는 비판의 초점이 되기도 한다.

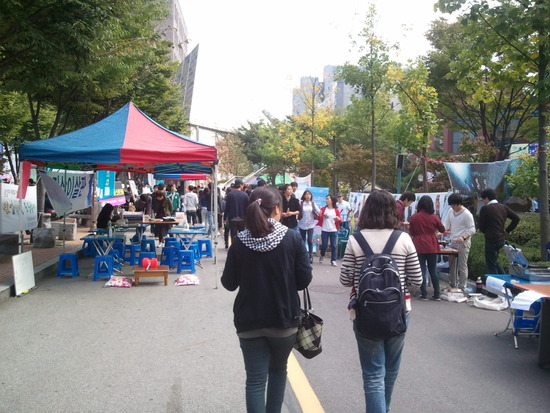
숭실대학교 축제(대동제) 2010-10-06 12h25m

## 역사적 배경
한국의 대학은 1398년 성균관이 조선시대 최고 교육기관으로 설립된 서기 1398년으로 거슬러 올라간다. 그러나 1924년 일제에 의해 설립된 서울대학교의 전신인 경성제국대학교는 대학의 현대적 정의에 부합하는 한국 고등교육의 시작을 알린 곳이다. 일제강점기 조선인들은 자주적으로 대학 건립을 시도했으나 조선총독부 가 대학 설립 허가를 거부하여 공식적인 지위를 얻지 못했다. 이러한 곤경에도 불구하고 1945년 광복 이후에는 3·1운동 당시 일제의 영향을 받지 않고 독립적으로 설립된 많은 대학들이 정식 대학의 지위를 획득하였다.
1960년~1987년까지 군사 독재 기간 동안 대학생들은 반독재 시위의 최전선에 섰고, 종종 스스로 대규모 시위를 조직하기도 했다. 1960년 4월 혁명은 이승만 대통령을 축출한 한국 최초의 성공적인 학생 주도의 민주화 운동으로 대학생들을 사회 변화의 주체로 만들었다. 그러나 박정희는 이듬해 군사쿠데타를 통해 집권해 새 헌법을 선포하고 제2공화국을 수립했다. 박근혜 대통령이 계엄령을 선포하고 1972년 헌법 개정을 추진해 대통령에게 행정권과 입법권을 부여하자 학생 시민사회에서는 즉각적인 반발이 일어났다. 박 대통령은 초창기 인기에 힘입어 대학생들의 대규모 시위를 진압하는 데 성공했지만, 박 대통령의 인기가 쇠퇴하면서 결국 박 정권에 반대하는 시위가 전국적으로 터지기 시작했다. 학생 주도의 대규모 시위가 박 대통령의 몰락을 가져온 것은 아니지만, 대학 전반의 학생 사회는 박 대통령의 권위주의적 통치가 지속될 수 없는 환경을 조성했다는 것이 일반적인 평가이다.
1979년 박정희 대통령 암살 이후 당시 육군 장군이었던 전두환은 또 다른 군사 쿠데타를 주도해 권력을 찬탈하고 민주화의 희망을 꺾었다. 전두환의 쿠데타는 전국적으로 시민 불안을 야기했고, 1980년 5월 서울의 35개 대학과 서울 이외의 추가 24개 대학이 조직한 반계엄 시위로 이어졌고, 70,000~100,000명의 대학생이 서울역 광장에 모였다. 대학 총학생회가 주도한 시위가 연이어 실패하자 민주화 운동가이자 당시 서울대 총학생회장이었던 박종철의 죽음으로 촉발된 6월 민주항쟁은 전두환을 사퇴시키고, 대통령 권한을 대폭 축소하고, 대통령 직선제를 성문화하고, 시민권을 강화하는 개헌안에 대해 여야 지도자들이 국민투표를 실시하도록 강요했다.

### 대형 대자보
대형 캐릭터 포스터는 일반적으로 대학 캠퍼스의 공공 장소에서 의견을 표현하는 중요한 형태다. 대부분 국제 A 시리즈 논문 중 가장 큰사이즈인 A0으로, 전지라고 한다.
대형 캐릭터 포스터는 한국 현대사 전반에 걸쳐 독재와 정부 검열에 대한 비난의 수단으로 대학생들에 의해 많이 배포되었다. 저자는 표현된 의견의 소유권을 주장하기 위해 포스터에 서명할 수 있지만 필수는 아니며 익명으로 유지될 수 있다. 저자가 자발적으로 포스터를 붙였다가 스스로 지정한 마감일까지 포스터를 철거하는 것이 일반적인데, 이는 종종 같은 포스터에 공지되어 있다.
경제적, 사회적으로 어려운 시기에는 사람들이 많이 이용하는 산책로 근처의 대학 벽이 공공 집회장으로 기능했다. 2013년 대한민국 철도 파업 당시 한 고려대학교 학생이 국민 모두의 안녕을 묻는 풍자 포스터를 제작했고, 이는 대중에게 정치권의 무책임한 태도에 대한 경각심을 촉구했다. 이 포스터는 각 대학의 학생회에서 경각심을 불러 일으키며 연쇄반응을 일으켰고, 이에 대응해 40여 장의 포스터가 나란히 붙었다. 대학 벽보가 큰 역할을 한 것이다.
대학 대자보 문화는 박근혜 대통령 임기 중 박 대통령과 정부가 일련의 부패 스캔들에 연루되어 대중의 분노를 불러 일으켰을 때 다시 정점을 찍었다. 2014년 세월호 전복 사건 이후, 박근혜 정부는 한국의 명예훼손법을 이용해 온라인 비판가들을 감시하고 기소하는 전담반을 창설해 소셜미디어에 대한 대중의 항의를 잠재우려고 시도했다. 2015년 10월, 박근혜 정부는 대한민국의 모든 중고등학교에 국정 역사교과서를 사용하도록 강제하는 계획을 발표했는데, 이는 박정희의 독재 통치를 비판하는 사람들을 상기시켰다. 두 달 뒤인 2015년 12월 박근혜 대통령은 한국 국민의 광범위한 반대 여론에도 불구하고 위안부 문제를 '불가역적'으로 해결하기로 아베 신조 일본 총리와 합의했다. 국민적 분노는 여러 언론 매체가 박 대통령과 측근 최순실 과의 부적절한 관계를 폭로하면서 최고조에 달했다. 정치적 혼란 속에서 한국 대학생들은 우려의 목소리를 내고 대학 담벼락에 분노를 표출하며 박 대통령과 최순실 측근을 공개적으로 비난하고 박근혜의 퇴진을 요구했다. 최씨의 딸 정유라가 다니던 이화여대는 정씨에게 부당한 이익을 주기 위해 입학규정을 바꾼 혐의로 기소됐다. 박씨는 이화여대 교수에게 약 55억원의 연구비를 쏟아부어 보답했다(총 약 440만 달러). 이후 이화여대의 벽면은 최순실 일가라는 굴욕을 표현하고 박근혜 정부와 이화여대의 유착 관계를 비판하는 대형 대자보로 가득 찼다.

## 학생 단체
어느 대학에서나 자율적인 학생 조직의 두 가지 주요 기둥은 학생회와 학생 동아리다. 학생회는 전체 학생회를 대표하고 대학 지도부와 협상에 참여한다. 학생회는 상위에 총학생회가 있고, 각 단과대학 내에 자치회가 있는 계층적 구조를 갖고 있다. "학생 주최" 또는 "학생 주도"라고 하는 이벤트는 정의상 대학 또는 단과대 수준의 학생회 중 하나가 조직하거나 주최한다.
1970년대와 1980년대의 억압적인 통치를 견디며 학생회는 정부의 검열과 감시를 우회하고 차세대 민주화 운동가를 육성하기 위한 전략을 개발했다. 대학 학생회는 신입생 환영회나 연례 야유회 등 겉보기에는 비정치적인 행사를 조직했는데, 이는 선배들이 신입생들에게 군사 독재의 잔인함을 알리는 도구 역할을 했다. 대학생들은 동아리 결성 당시의 목적을 넘어 권위주의 정권이 '불순하고 부패한 이념을 전파한다'고 간주하는 책을 학생 동아리에 배포하기도 했다.
1980년대 후반과 1990년대 초반의 민주화 이후 동아리 활동의 범위는 운동권에서 오락, 스포츠, 경력 개발, 종교 활동, 과외 학습 등 다양한 주제로 전환되었다. 동아리라고 하는 오락 중심 동아리와 정규 커리큘럼에서 거의 다루지 않는 주제를 연구하기 위해 특별히 조직된 학생 동아리인 학회 사이에는 용어상의 차이가 있다. 한국의 대학생들은 동아리 회원 자격이 단일 학과에만 국한되지 않기 때문에 이러한 대외 활동을 통해 다양한 배경을 가진 사람들을 만날 수 있다. 또한 등록된 학생 단체는 회의를 촉진하고 지원하기 위해 대학 건물 내 공간이 배정된다. 동아리 회원들은 일반적으로 수업 사이의 공간에 자유롭게 이 공간을 방문할 수 있으며, 이는 종종 사회적 관계의 발판이 되기도 한다. 동아리 활동은 대학생들의 전반적인 만족도에 긍정적인 영향을 미치는 것으로 보고되었다.
최근 몇 년 동안 학생단체는 치열한 취업시장과 높은 실업률 로 인해 참여율이 급격히 감소했다. 한국 교육이 더 높은 사회 경제적 지위로 향하는 티켓으로 여겨지면서, 지난 20년 동안 대학 졸업자 수가 4배 증가했다. 경제성장 둔화와 인구 고령화로 인해 대학생들은 취업경쟁력과 무관한 대외활동을 점점 기피하고 있다. 어떤 사람들은 이러한 쇠퇴가 젊은 세대의 개인주의가 커지면서 문화적으로 사회적 어울림을 거부하기 때문이라고 지목한다.

## 주거 생활
통계청에 따르면 2021년 기준 대한민국 대학생 수는 254만명이다. 그 중 약 56만명이 서울에 있으며 이는 전체 학생 인구의 약 22%에 해당한다. 대학 생활은 원룸, 하숙집, 고시원, 기숙사 등 크게 네 가지 범주로 구성된다. 대학은 대학생의 연간 주거 형태 내역을 보고하지 않지만, 통계청은 대학 기숙사 수용 능력을 보고하는데, 이는 2019년 이후 꾸준히 23% 수준으로 전년보다 소폭 증가한 수준이다. 수도인 서울에 국한해 보면 토지와 공간이 부족해 대학 기숙사 수용률이 전국 평균보다 낮은 15% 안팎이다.
서울 수도권 내에서는 대중교통이 가장 많은 통학 수단이다. 2014년 여론조사에서는 대학생의 82.3%가 서울버스, 수도권 지하철 등 대중교통을 이용해 통학한다고 답했다. 평균 통학 시간은 하루 왕복 135분을 넘어섰다. 서울 외곽에 사는 사람들은 그렇지 않은 사람들보다 매일 통학 시간이 약 30분 더 많은 것으로 추정되었다. 극단적인 경우에는 통학 시간이 하루 4시간에 달할 수도 있다. 대학들은 일반적으로 수도권 학생들을 기숙사 지원 대상에서 제외하고 있으며, 이들 학생들은 캠퍼스 밖 숙소를 찾거나 긴 통학 시간을 견뎌야 한다.
한국에는 여러 사람이 함께 살면서 방세를 나눠 쓰고, 공용 공간을 공유하는 룸메이트 문화가 없다. 캠퍼스 밖 서울 스튜디오의 월 임대료는 2022년 3월 순 임대 가능 면적 33{\displaystyle m2}, 보증금 1천만 원(또는 미화 8,000달러 약간 남음)을 기준으로 50만 원(약 400달러)을 초과했다.

## 여가 및 엔터테인먼트

### 오리엔테이션(OT)
오티, 새터라고도 불리는 오리엔테이션은 대학 생활의 시작을 의미한다. 신입생을 위한 환영 행사로 기획된 학생 오리엔테이션은 대학 생활에 대한 정보를 제공하고 친구를 사귀는 기회를 제공한다.
한국의 학년은 3월에 시작되지만, 학생 오리엔테이션을 비롯한 다양한 대학 행사가 공식적으로 봄 학기가 시작되기 전인 2월에 열린다. 오리엔테이션에서는 선배와 신입생이 자기 소개를 하고, 전화번호를 교환하고, 수업 중간에 함께 점심을 먹거나, 단체로 술을 마시거나, 함께 알아가는 계획을 세운다.
오리엔테이션은 2~3일간 진행된다. 대학의 학생회는 일반적으로 모든 학생을 수용할 수 있을 만큼 큰 리조트를 임대한다. 공연 진행은 대학에 따라 다를 수 있다. 하지만 대학 시스템과 캠퍼스 생활, 술을 마시거나 마시지 않은 단체 활동 등을 소개하는 것 등 대략적으로 요약할 수 있는데, 이는 밤새 계속되는 경우가 많다.

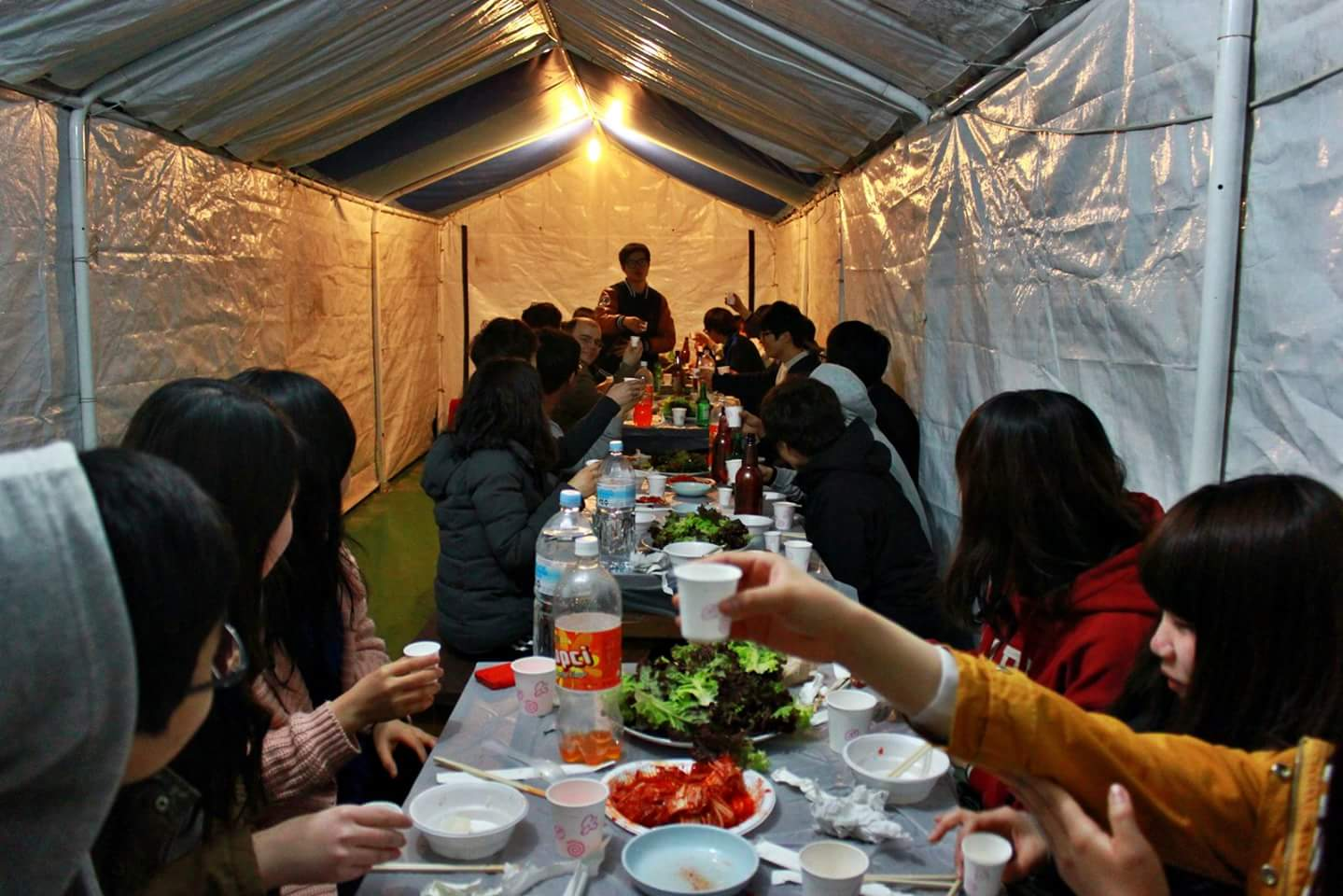
엠티

### 엠티(MT)
한국 대학에서 MT는 오락을 위해 덜 도시화된 인근 도시로 여행을 떠나는 것을 의미한다. 이러한 여행은 일반적으로 같은 대학이나 동아리 내의 회원을 위해 구성된다. 엠티 용어의 기원은 알 수 없지만, 회사에서 신입 사원을 외딴 시설로 보내 함께 시간을 보내며 소속감을 키우는 팀 구축 워크숍을 멤버십 트레이닝이라고 부르는 역사가 있다. 멤버십 트레이닝은 공식적인 행사가 아니기 때문에 학사 일정에 포함되지 않아, 언제 실시해야 하는지 정해진 시간이 없다. 하지만 봄 학기가 시작되고 약 한달 뒤인 4월경에 학생 나들이 행사가 가장 활발하게 이루어진다. 멤버십 교육은 주최자와 상황에 따라 1~3일 동안 진행될 수 있다.
- MT 주요 위치
- 서울 서부 - 영종도, 을왕리해수욕장, 강화도
- 서울의 동쪽 - 가평군, 강촌역, 파주 임진각 , 포천, 과천 청계산, 대성리역
- 경기도 동부 - 충청도 안면도, 대천, 대부도 및 제부도, 용인 고기리계곡 / 에버랜드 테마파크
- 강원도 - 강릉, 속초 (양구군, 인제군, 홍천군 계곡)
- 전라도 ( 광주 포함) - 남원 장수군 , 구례군, 담양군, 남해안
- 제주도
- 경상도 - 대구, 포항, 영덕군, 울진군, 부산, 송정해수욕장, 양산, 거제도

### 축제

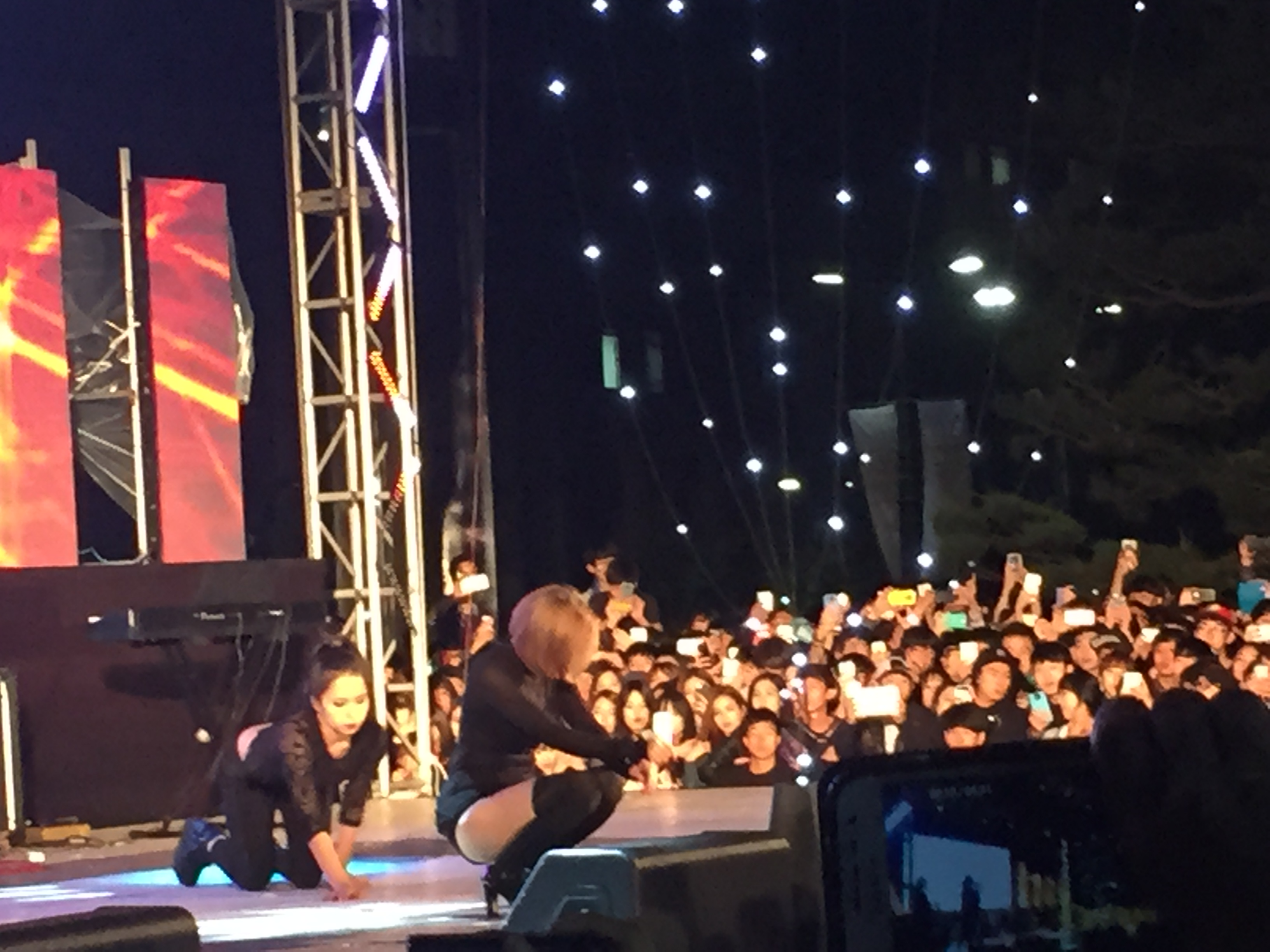
주요 큰 축제

'캠퍼스 로맨스' 하면 페스티벌이 떠오른다. 축제의 이름은 대학의 특징에 따라 다르게 불린다. 대부분의 경우 모든 학생들이 함께 모여 즐거운 시간을 보내는 것을 의미한다. 축제는 다양한 공연, 전시회, 플리마켓으로 구성된다.
대학축제의 역사는 600년 전으로 거슬러 올라간다. 조선시대 유일한 국립대학이었던 '성균관'에는 축제가 있었다. 당시 성균관 기숙사는 문을 열어 외부인의 출입을 허용했다. 학생들뿐만 아니라 학부모, 친구, 심지어 친척들까지 축제에 참여해 다양한 게임과 행사를 즐길 수 있었다.
1970년대에는 한국 전통문화의 하나인 '탈춤'이 유행했다. 탈춤, 씨름, 줄다리기 등은 대학 축제의 주요 행사였다. 또한 한국의 전통공연이나 노래공연은 축제에서 정치를 비판하고 풍자하는 역할을 했다.
1980년대에는 '함께 되다'라는 뜻의 대동제라는 축제를 통해 전통공연, 탈춤, 줄다리기 등 공동체적 그리고 문화적인 행사가 열렸다. 학술세미나와 모의재판, 토론회도 많이 열렸다. 그러나 이러한 축제는 잦은 시위로 인해 때때로 지연되기도 했다.
1990년대에는 전통적이고 정치적인 것들이 축제에서 많이 사라졌다. 연예인 초청 공연, 바, 벼룩시장 등으로 구성된 축제 행사가 시작됐다. 문화는 공동체의 가치보다 개성과 다양성을 더 중요하게 여기기 시작했다.

홍대 축제 애프터스쿨

2000년대에는 대부분의 대학 축제가 싸이, 다이나믹 듀오, 아이유와 같은 연예인들의 공연으로 구성됐다. 학생들이 직접 만든 바도 많이 있었다. 학교 재학생뿐만 아니라 전국 대학생이라면 누구나 참여하고 즐길 수 있다. 밤에는 일부 대학에서는 클럽 DJ를 초청해 DJ 파티를 열기도 한다.
일반적으로 대학 축제는 5월에 3일간 열리며 놀랍고 즐거운 행사가 많다.
해당 학과 학생회에서 별도로 주관하는 학과 단위의 축제가 있다. 이러한 축제는 일반적으로 봄에 열리며 캠퍼스의 열린 공간에 부스로 설치된 학생이 운영하는 임시 펍, 퀴즈 게임, 사진 전시회 등 다양한 이벤트가 포함된다.
학생 기숙사에서는 학생 축제도 개최한다. 서울대학교 기숙사인 관악사에서는 매 가을학기 초에 한울축제를 개최한다.

## 영어를 배우는 대학생
한국을 비롯한 아시아 국가들은 2018년 초등학교 1,2학년 영어 금지령을 제외하고는 어릴 때 부터 영어를 가르치고 있으며, 한국 학생들이 고등학교를 졸업하고 대학에 진학할 때 쯤이면 약 3,000개의 어휘를 구사할 수 있다. 한국 고등 교육에서 영어는 때때로 필수 과목이며, 많은 학교에서 졸업을 위해 일정 수준의 영어 능력 또는 높은 토플 점수를 요구한다. 한국에서 영어실력은 취업에 높은 영향을 미치며, 대학 밖에서 미래와 일자리를 바라보는 한국 학생들, 영어에 능통한 3분의 2는 영어 실력이 더 많은 취업 기회를 열어주었다고 답했다. 비록 현재 한국은 에듀케이션 퍼스트 데이터에 따르면 영어 능력에서 112개국 중 37위를 차지하고 있지만, 한국인의 토플 시험 평균 점수는 2013년 이후 하락한 반면 일본과 중국 등 다른 아시아 국가들의 영어 능력은 향상됐다. 대학생들이 어려움을 겪는 다양한 이유가 있는데, 문화적 차이, 문법, 발음 등으로 인해 학생들뿐만 아니라 한국 성인들도 어려움을 겪고 있다.

토플

### 외국에서 공부
한국 학생들은 영어로 된 자격증을 취득하기 위해 해외에서 공부하며, 이는 취업 지원 시 유리하다.  유학 프로그램 준비에는 입학을 위해 TOEFL 또는 IELTS(International English Language Testing System) 시험이 포함되며, 일부 미국 대학에서는 SAT를 요구하기도 한다. 유학 프로그램에 성공한 한국 학생들은 문화적, 직업적으로 학생들에게도움이 된다고 주장했다; 영어권 국가에서 공부한 사람 중 87%는 독특한 문화 체험을 경험할 목적으로 다른 사람에게 추천할 의향이 있다고 답했다.

### 자료 및 방법
방법론은 문법 학습 및 시험 준비에 중점을 두고 TOEFL 또는 TOEIC 영어 능력 시험을 준비하는 대부분의 교과서 학습으로 구성된다. 한국에서는 암기 위주의 언어 학습이 큰 비중을 차지하지만, 영어 회화를 유창하게 구사하는 것을 최종 목표로 하는 출력 기반 기술, 즉 말하기의 비중이 높아졌다. 영어는 또한 라디오 프로그램, 교육 TV 프로그램, 영자 신문, 스트리밍 사이트에도 나와 있다.
자료는 TOEFL 및 TOEIC 능력 시험, 영문법 교과서, 시험 준비 도서로 구성된다.

## 논쟁
오리엔테이션 중에는 사고가 많이 발생한다.
2014년에 한국 대학 오리엔테이션에서 지붕이 무너져 수십 명이 갇혀 9명이 사망한 것으로 알려졌다. 지붕 붕괴로 인해 학생 70명 이상이 부상을 입었다.
2015년에는 여대 1학년 여학생이 학교에서 주최한 신입생 오리엔테이션 행사에서 술을 마시고 의식을 잃은 사건이 있었다. 그녀는 곧바로 인근 병원으로 옮겨졌으나 의식을 잃은 상태였다.
2017년 버스 붕괴 사고로 버스 운전기사 1명이 사망하고 학생 44명이 부상을 입었다. 버스는 학교 오리엔테이션을 위해 원주로 향하고 있었다.